# Carmo Dalla Vecchia
Carmo Dalla Vecchia (ur. 21 sierpnia 1971 w Carazinho]) – brazylijski aktor, fotograf i model.

## Życiorys

### Wczesne lata
Urodził się w Carazinho, w stanie Rio Grande do Sul w rodzinie pochodzenia włoskiego. Jako dziecko przeniósł się wraz z rodziną do Santa Maria, a w 1993 do Rio de Janeiro. W 1994 rozpoczął studia teatralne w Pracowni Aktorskiej Rede Globo.

### Kariera
W 1988 rozpoczął karierę jako model, a dwa lata później zdobyła nagrodę Look of the Year i podpisał kontrakt z dużą agencją. W 1994 zadebiutował na scenie w sztuce Christophera Marlowe’a Edward II. Po gościnnym występie w jednym z odcinków serialu Rede Manchete Niesamowity, fantastyczny, nadzwyczajny (Incrível, Fantástico, Extraordinário, 1994) pt. „O Baile” jako Amigo de Carlos z Marcelo Picchi, wystąpił w roli Durvala w miniserialu Rede Globo Engraçadinha: Seus Amores e Seus Pecados (1995). Następnie grał w telenowelach takich jak Cara i Coroa (1995), Perdidos de Amor (1996), Canoa do Bagre (1997), Serras Azuis (1998) i Chiquititas (2000) jako Rian Bragança D’Ávila.
W 2002 powrócił na scenę w roli Cleante’a w komedii Molière’a Chory z urojenia. Za rolę tajemniczego Luciano Botelho w telenoweli TV Globo Cobras & Lagartos (2006) był nominowany do nagrody Contigo 200 w kategorii najlepsza para romantyczna (z Cléo Pires). W 2007 wystąpił jako Jezus Chrystus w widowisku Pasji Chrystusa w Nowej Jerozolimie. Jako Zé Bob (José Roberto Duarte) w telenoweli A Favorita (2008–2009) był nominowany do nagrody Contigo 2009 w kategorii najlepszy aktor. Od 21 lipca 2014 do 13 marca 2015 grał podwójną rolę Maurílio Ferreiry i Renato Silviano Jr. w telenoweli TV Globo Império, za którą zdobył nominację Contigo 2015 w kategorii najlepszy aktor drugoplanowy.

## Życie prywatne
W 2021 swoją orientację seksualną jako gej i swój związek z pisarzem João Emanuelem Carneiro.

## Filmografia
| Rok       | Tytuł                    | Rola                       |
| --------- | ------------------------ | -------------------------- |
| 1995      | Engraçadinha             | Durval                     |
| 1995–1996 | Cara & Coroa             | Fabinho                    |
| 1996–1997 | Perdidos de Amor         | Dalton                     |
| 1997–1998 | Canoa do Bagre           | João                       |
| 1998      | Serras Azuis             | Silvaninho                 |
| 1999      | Você Decide              |                            |
| 2000      | Chiquititas              | Rian                       |
| 2001      | Pícara Sonhadora         | Inácio                     |
| 2003      | A Casa das Sete Mulheres | Batista                    |
| 2004      | Seus Olhos               | Sérgio                     |
| 2004      | Linha Direta Justiça     | Alberto Jorge Bandeira     |
| 2004–2005 | Começar de Novo          | Tenório                    |
| 2005      | Sob Nova Direção         | Aldo                       |
| 2006      | JK                       | Carlos Vasconcelos         |
| 2006      | Cobras & Lagartos        | Luciano Botelho / Martim   |
| 2006      | Linha Direta Justiça     | José Ramos                 |
| 2007      | Dança dos Famosos 4      |                            |
| 2008–2009 | A Favorita               | Zé Bob                     |
| 2009–2010 | Cama de Gato             | Alcino Rodrigues           |
| 2010      | A Cura                   | José Silvério de Andrade   |
| 2011      | Cordel Encantado         | King Augusto Frederico III |
| 2012      | Amor Eterno Amor         | Fernando Sobral            |

| Rok  | Tytuł                    | Rola     |
| ---- | ------------------------ | -------- |
| 2000 | Cronicamente Inviável    |          |
| 2008 | Onde Andará Dulce Veiga? | Rauderio |